# Figures de la Flore des Pyrénées
Figures de la Flore des Pyrénées (abreviado Fig. Fl. Pyrénées) es un libro con ilustraciones y descripciones botánicas que fue escrito por el naturalista francés Philippe-Isidore Picot de Lapeyrouse y publicado en el año 1795 con el nombre de Figures de la Flore des Pyrénées: avec des descriptions, des notes critiques et des observations.